# Batracomorphus teucer
Batracomorphus teucer är en insektsart som beskrevs av Knight 1983. Batracomorphus teucer ingår i släktet Batracomorphus och familjen dvärgstritar. Inga underarter finns listade i Catalogue of Life.